# 卡尔博-菲特吕伯
卡尔博-菲特吕伯（德語：Karbow-Vietlübbe）是德国梅克伦堡-前波莫瑞州的一个旧市镇。总面积20.66平方公里，总人口369人，其中男性198人，女性171人（2011年12月31日），人口密度18人/平方公里。2014年，卡尔博-菲特吕伯并入市镇盖尔斯巴赫。